# Округ Маршал (Јужна Дакота)
Округ Маршал (енгл. Marshall County) је округ у америчкој савезној држави Јужна Дакота.

## Демографија
По попису из 2010. године број становника је 4.656, што је 80 (1,7%) становника више него 2000. године.
| Група             | 2000.         | 2010.         |
| Белци             | 4.221 (92,2%) | 3.938 (84,6%) |
| Афроамериканци    | 4 (0,1%)      | 7 (0,2%)      |
| Азијати           | 4 (0,1%)      | 9 (0,2%)      |
| Хиспаноамериканци | 35 (0,8%)     | 317 (6,8%)    |
| Укупно            | 4.576         | 4.656         |